# Emil Johansson (Fußballspieler)
Emil Johansson (* 11. August 1986 in Karlskoga) ist ein schwedischer ehemaliger Fußballspieler. Der Abwehrspieler, der mit der schwedischen U-21-Auswahl an der U-21-Europameisterschaftsendrunde 2009 im eigenen Land teilnahm und im folgenden Jahr für die A-Nationalmannschaft debütierte, erzielte 2009 das Tor des Jahres in Schweden.

## Werdegang

### Karrierestart in Schweden
Johansson begann mit dem Fußballspielen bei Karlskoga SK in seinem Heimatort. Im Alter von 13 Jahren wechselte er 2000 in die Jugendabteilung des Traditionsvereins Degerfors IF. Hier durchlief er die einzelnen Jugendmannschaften und rückte 2005 in den Kader der Männermannschaft auf. Auf Anhieb konnte er sich in der Stammformation in der Superettan etablieren und stand innerhalb von zwei Jahren in 43 von 60 möglichen Ligaspielen in der Anfangself.
Vor Beginn der Erstligaspielzeit 2007 folgte Johansson seinem Trainer Tony Gustavsson und wechselte zu Hammarby IF in die Allsvenskan. Beim Stockholmer Verein unterschrieb der Außenverteidiger einen Kontrakt mit vier Jahren Laufzeit. Hier konnte er sich ebenso in die Stammelf spielen und debütierte im Juni beim 0:0-Unentschieden gegen die Schweizer U-21-Auswahl im Jersey der schwedischen Juniorennationalmannschaft. Verletzungsbedingt verpasste er jedoch große Teile der Saison. Nach seiner Rückkehr auf den Platz im März 2008 spielte er sich erneut in die Startelf bei seinem Klub und kehrte auch im weiteren Saisonverlauf in die Juniorennationalmannschaft zurück.
Im April 2009 gelang Johansson gegen IF Elfsborg beim 1:1-Unentschieden zum Saisonauftakt sein erster Erstligatreffer; dieser Schuss aus 30 Metern Entfernung wurde Ende des Jahres zum Tor des Jahres gewählt. Bis zur Sommerpause kam er in elf der zwölf Spiele zum Einsatz und weckte das Interesse ausländischer Vereine wie Ajax Amsterdam und PSV Eindhoven. Ende Mai nominierten ihn die Trainer der U-21-Landesauswahl Tommy Söderberg und Jörgen Lennartsson für die U-21-Europameisterschaftsendrunde im Sommer im eigenen Land. Im Turnierverlauf kam er in allen vier Spielen zum Einsatz, ehe er mit der Mannschaft im Halbfinale an der englischen U-21-Nationalmannschaft im Elfmeterschießen scheiterte.

### Wechsel ins Ausland
Nach Abschluss der Spielzeit, die Johansson mit seinem Klub auf dem letzten Tabellenplatz als Absteiger beendete, verließ er sein Heimatland. Im Januar 2010 unterschrieb er beim norwegischen Klub Molde FK einen Kontrakt mit vier Jahren Laufzeit. Vor Saisonbeginn berief ihn Nationaltrainer Erik Hamrén für eine Länderspielreise der A-Nationalmannschaft in den Nahen Osten. Beim ersten Länderspiel des Jahres gegen den Oman noch ohne Spielzeit auf der Ersatzbank, stand er beim 1:1-Unentschieden am 23. Januar 2010 an der Seite der weiteren Debütanten Joel Ekstrand und Michael Almebäck in der Abwehrkette. In der Tippeligen war er über weite Strecken der Spielzeit 2010 Stammkraft in der Defensive und schaffte an der Seite von Kristoffer P. Vatshaug, Baye Djiby Fall, Thomas Holm und seiner Landsmänner Björn Runström sowie Mattias Moström als Tabellenelfter den Klassenerhalt. Unter dem neuen Trainer Ole Gunnar Solskjær etablierte sich der Klub in der ersten Hälfte der folgenden Spielzeit im vorderen Tabellenbereich, dennoch entschied er sich im Sommer 2011 zum Vereinswechsel.
Johansson schloss sich dem niederländischen Ehrendivisionär FC Groningen an. Bei seinem neuen Klub, bei dem er seinen nach Belgien abgewanderten Landsmann Fredrik Stenman auf der Verteidigerposition beerbte, unterzeichnete er einen Vier-Jahres-Vertrag. Aufgrund der Regelungen des Transfersystems war er erst ab dem 1. August für seinen neuen Verein spielberechtigt, nach einer anfänglichen Verletzung konnte er sich jedoch nicht bei seinem neuen Klub durchsetzen. In zweieinhalb Jahren beim niederländischen Klub kam er lediglich auf acht Spieleinsätze in der Meisterschaft.
Im Januar 2014 wechselte Johansson zurück nach Norwegen und schloss sich Sandnes Ulf an. Auch hier war sein Engagement von einer Knieverletzung, die er in der Vorbereitungszeit erlitt, überschattet, sodass er nur zu zwei Einsätzen kam. 2015 wechselte er zurück zu seoinem Jugendverein Degerfors IF, wo er seine Karriere 2017 auch beendete.